# Andy Johnson
Andrew "Andy" Johnson (Bedford, 10 de fevereiro de 1981) é um ex-futebolista inglês.Seu último clube foi o Crystal Palace. 

## Carreira
É atacante e começou a carreira nas bases do Luton Town, até que foi contratado pelo Birmingham em 1997. No Birmingham jogou por 5 anos e se tornou titular da equipe apesar de ter feito apenas 8 gols nesse longo tempo. Em 2002 foi contratado pelo Crystal Palace, onde jogou por 4 anos e ganhou fama no futebol inglês,no campeonato inglês de 2004/2005 foi vice-artilheiro atrás apenas do craque francês  Thierry Henry. No Crystal Palace jogou 140 partidas e marcou 74 gols, e foi nesse período que recebeu sua primeira convocação para a Seleção Inglesa. Depois de todo o sucesso no Crystal Palace, Johnson foi contratado pelo Everton FC, uma das principais equipes da Inglaterra. Ficou lá por 2 anos, e foi titular na maioria das partidas, mas não repetiu o sucesso que fez nas suas equipes anteriores. Na temporada 2008-09 foi contratado pelo Fulham FC. Em junho de 2012 foi contratado pelo Queens Park Rangers, em um contrato de dois anos de duração.
Pela Seleção da Inglaterra recebeu sua primeira convocação em 2005, para o jogo contra a Holanda, no dia 9 de fevereiro, curiosamente véspera de seu aniversário. Fez oito partidas pelo English Team, mas não marcou nenhum gol.

## Títulos
Crystal Palace
- Football League First Division - 2003/2004

Individuais
- Artilheiro - Football League First Division - 2003/2004 (27 gols)